# L'Homme Machine

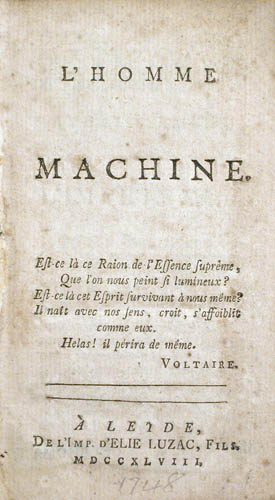
Page de titre de l'édition originale.

L'Homme Machine est un ouvrage du médecin-philosophe libertin Julien Offray de La Mettrie (1709-1751)  paru en 1748 à Leyde.
Inspiré par le concept d'"animal-machine" formulé un siècle plus tôt par René Descartes dans son Discours de la Méthode, La Mettrie s'inscrit ici dans le mécanisme, courant philosophique qui aborde l'ensemble des phénomènes physiques suivant le modèle des liens de cause à effet (déterminisme) et plus largement une éthique radicalement matérialiste.
C'est par ce livre qu'il s'est fait connaître dans l’histoire de la philosophie, ne serait-ce que par son titre évocateur.

## Un scientifique plus qu'un philosophe

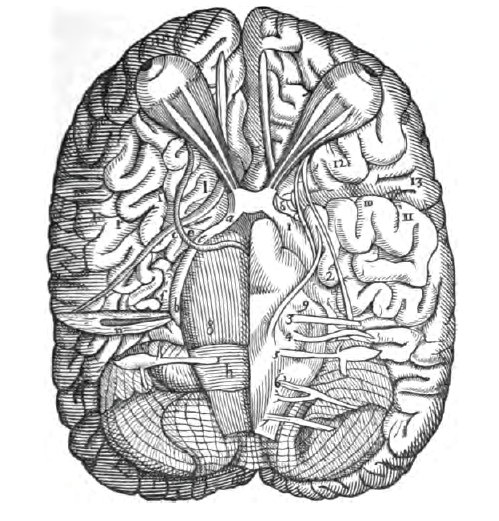
Dessin anatomique (1573) décrivant la morphologie du cerveau.

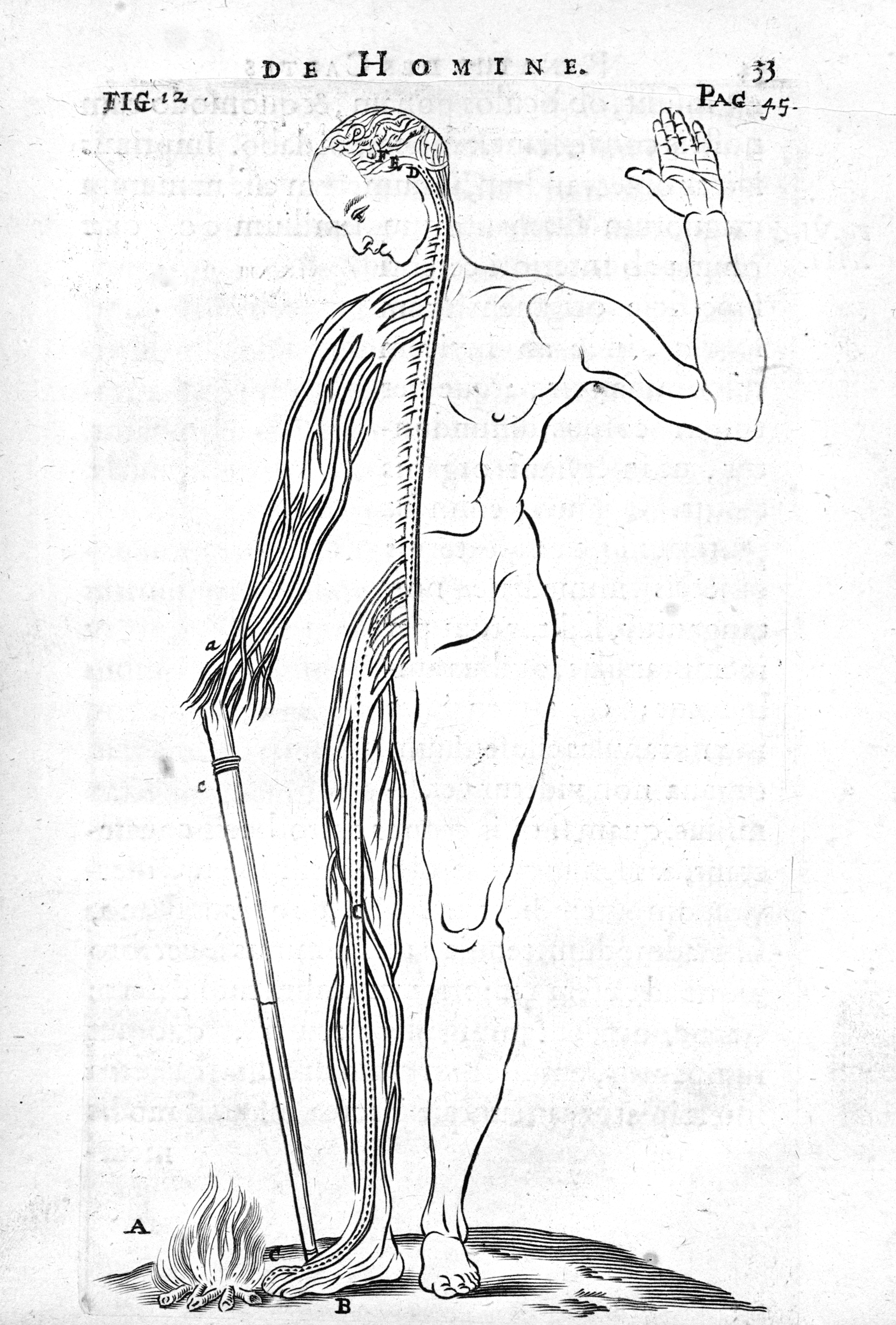
Dessin anatomique (1662) décrivant le système nerveux.

Des recherches constituent pour La Mettrie un matériau plus précieux que les écrits de n'importe quel philosophe, Descartes compris, qui sont trop spéculatifs à ses yeux.

## Positionnement philosophique

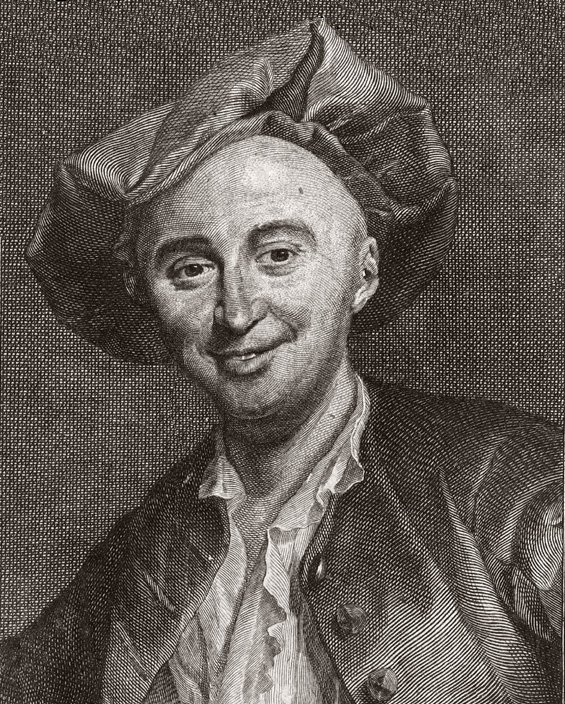
La Mettrie

### Un ouvrage matérialiste
Partant de ses connaissances en physiologie, que ne possèdent pas les philosophes, La Mettrie considère que, comme par le passé, les philosophes se trompent quand ils dissertent sur l’Homme. Les spéculations théoriques sont à ses yeux sans intérêt, seule en revanche la méthode empirique lui paraît légitime.
Bien qu'inspiré par Descartes en tant qu'initiateur du mécanisme, et dès 1745, La Mettrie rejette « cet absurde système (...) que les bêtes sont de pures machines. ».
La Mettrie rejette vigoureusement toute forme de dualisme au profit du monisme. En d'autres termes, il rejette toute idée de Dieu, même celle des panthéistes, qui voient Dieu dans la nature, comme encore Voltaire, des années plus tard, y recherchera « le grand horloger ».

Ses positions sont sans ambiguïté matérialistes : 

« Qui sait si la raison de l'existence de l'homme ne serait pas dans son existence même? Peut-être a-t-il été jeté au hasard sur la surface de la Terre [...] semblable à ces champignons qui paraissent d'un jour à l'autre, ou à ces fleurs qui bordent les fossés et couvrent les murailles. »

Selon lui, c'est à tort que « nous imaginons ou plutôt nous supposons une cause supérieure ».

« Concluons donc hardiment que l'homme est une machine et qu'il n'y a dans tout l'Univers qu'une seule substance. Ce n'est point ici une hypothèse [...], l'ouvrage de préjugé ou de ma raison seule. [...] mais [...] le raisonnement le plus vigoureux [...] à la suite d'une multitude d'observations physiques qu'aucun savant ne contestera. »

### L'Homme Machine sur l'esthétique
Dans l'Homme-Machine la question esthétique est aussi explorée en se mélangeant à la question du bonheur. Il y développe que « La matière n'a rien de vil qu'aux yeux grossiers qui la méconnaissent. ». Et ce, contre la vision idéaliste de l'esthétique qui considère le beau comme nécessairement immatériel, souvent assimilé à une idée parfaite que la matière ne fait qu'imiter. La vision esthétique matérialiste est ici aussi libertine, s'érigeant contre la pensée prude des classes supérieures de l'époque, La Mettrie affirme une esthétique sans morale.

### Un matérialisme moral
Si son esthétique est immorale, La Mettrie ne défend pas pour autant un matérialisme amoral. En effet, il écrit « Enfin, le matérialiste convaincu, quoique murmure sa propre vanité, qu'il n'est qu'une Machine ou un Animal, ne maltraitera point ses semblables ; trop instruit sur la Nature de ces actions, dont l'inhumanité est toujours proportionnée au degré d'Analogie prouvée si devant ; & ne voulant pas, en un mot, suivant la Loi naturelle donnée à tous les animaux, faire à autrui, ce qu'il ne voudrait pas qu'on lui fît. ». Si elle ressemble à l'impératif catégorique kantien (« Agis uniquement d'après la maxime qui fait que tu puisses vouloir en même temps qu'elle devienne une loi universelle. »), c'est ici une pensée plus conséquentialiste. Il considère que cette morale est bonne pour l'individu en tant qu'individu en soi et non pour un bien idéalisé qui motiverait les actions humaines à l'extérieur de l'individu.

### Sur le jugement des personnes
Dans l'Homme Machine, La Mettrie n'exclut pas le jugement moral sur les individus. Il peint le portrait du matérialiste conséquent comme plaignant « les vicieux » mais ne les haïssant pas. Il y a ici un jugement moral qui se distingue du jugement de valeur. Il ne juge pas la valeur intrinsèque d'une personne mais regrette que la nature l'ait faite ainsi « Ceux que la Nature aura favorisés lui paraîtront mériter plus d'égard, que ceux qu'elle aura traités en Marâtre.»

## Postérité
Dès le XIXe siècle, dans son Histoire du matérialisme, l'historien allemand Friedrich-Albert Lange compare La Mettrie à Copernic et Galilée : de même que ces derniers ont autrefois développé une image du cosmos dégagée de toute emprise religieuse, La Mettrie a traité la question de la conscience en dehors de toute considération métaphysique.
Les théories de La Mettrie anticipent les recherches en sciences cognitives et en neurobiologie, à la fin du XXe siècle.
De fait, en 1983, dans leurs livres respectifs, Le Cerveau Machine et L'Homme neuronal, le médecin Marc Jeannerod et le neurobiologiste Jean-Pierre Changeux font état de leur dette intellectuelle à l'égard de La Mettrie 
Et en 2013, le philosophe Yves Charles Zarka estime que le livre  préfigure non seulement les techniques d'interactions homme-machine, qui se mettent en place à la fin du XXe siècle, mais la théorie de l'homme augmenté du transhumanisme.